# Минный линейный корабль
Минный линейный корабль — проект, разработанный инженером Яньковым. Был весьма необычен, поскольку, имея бронирование линкора и скорость линейного крейсера вооружался артиллерией калибра 180 мм, то есть практически как у «поствашингтонского» крейсера. Надо сказать, в 1910-х годах в нескольких странах разрабатывались подобные проекты, и проект Янькова является наиболее известным из них.

## Концепция применения
Концепция применения предполагала приближение на полной скорости к вражеской колонне судов на дистанцию 10-15 кабельтовых (1,8-2,77 км), мощный залп из 40-50 торпед — а если применялись два таких корабля, то и вдвое более мощный — который неизбежно приведет к попаданию торпед во вражеские корабли и их как минимум сильное повреждение. Мощное бронирование предполагалось для защиты от орудий легких крейсеров и противоминной артиллерии линкоров. Артиллерийское вооружение носило чисто оборонительный характер и должно было включать в себя 10-12 орудий калибра 7 или 8 дюймов (177,8 мм — обычно 180 мм, и 203 мм) в башнях с большими углами обстрела. Орудия главного калибра линкоров неизбежной опасности представлять не могли, поскольку участвовали в бою с основными силами эскадры, к которой принадлежали минные линейные корабли.
Инженеру Янькову, работавшему на Ревельском судостроительном заводе (принадлежал Руссо-Балту) во второй половине 1913 года было поручено разработать подобный корабль в нескольких вариантах.

## Описание конструкции
Корабль имел внешний вид тяжелого крейсера, был с возвышенной в носу палубой на один уровень и с четырьмя трехорудийными башнями, расположенными в линейном порядке. Бронирование башен неизвестно, скорее всего, не слишком мощное. В башнях размещались двенадцать 180-мм орудий с длиной ствола в 52 калибра.
Торпедные аппараты — главное орудие этого корабля — располагались под водой по бортам, по 42 штуки — хотя на чертежах, приведенных в источнике, видно только 41 ТА. Аппараты были закреплены жестко и находились почти у самого днища судна. Калибр их составлял 450 мм, располагались они в двух группах — под передними башнями и под третьей сзади — пространство между двумя группами башен было занято машинами.
Корабль, обладая очень мощным для своих размеров бронированием, обладал также очень высокой скоростью хода — 28 узлов за счет установки машин практически той же мощности, что и на линейных крейсерах типа Измаил — 72 000 лошадиных сил (что даже несколько больше). Имелись два винта.
Проект был осуществим только с созданием мощной флотилии линкоров, и потому в 1913-м и 14-м его откладывали в долгий ящик. Во время Первой Мировой о проекте забыли, а после войны развитие вооружений так изменило тактику противостояния на море, что проект такого корабля был в целом ненужен.